# Belfast Giants
Belfast Giants – północnoirlandzki klub hokeja na lodzie z siedzibą w Belfaście, występujący w brytyjskich rozgrywkach EIHL.

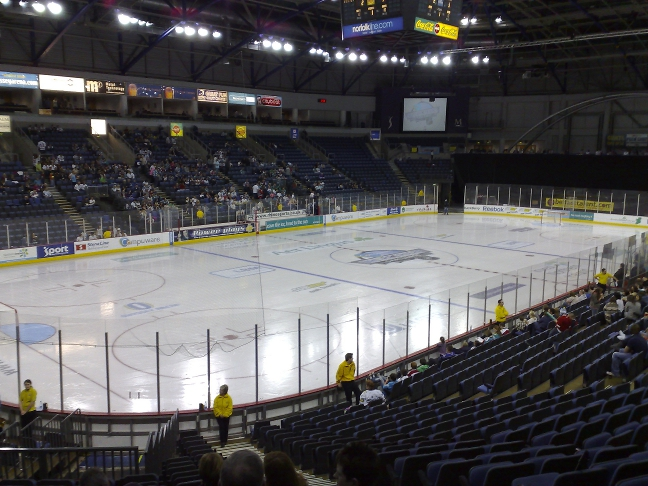
Lodowisko klubu (2010)

## Sukcesy
- Mistrzostwo Wielkiej Brytanii / EIHL: 2000, 2006, 2012, 2014, 2019, 2022 (sezon regularny)
- Mistrzostwo EIHL: 2003, 2010 (play-off)
- Challenge Cup: 2009, 2018, 2019, 2022
- Knockout Cup: 2009
- Drugie miejsce w Pucharze Kontynentalnym: 2019

## Zawodnicy
Zastrzeżone numery
- 4 – Shane Johnson
- 11 – Colin Ward
- 16 – Rob Stewart
- 18 – Graeme Walton
- 27 – Paxton Schulte
- 44 – Todd Kelman